# 高雄統子
高雄統子（日语：／ Takao Noriko），日本女性動畫演出家、動畫導演。在與京都動畫合作原畫、分鏡、演出的工作後，現在是自由身。

## 參加作品

### 電視動畫
2000年
- 犬夜叉（動畫）

2005年
- 驚爆危機！The Second Raid（原畫）
- AIR（原畫、動畫）

2006年
- 涼宮春日的憂鬱（原畫）
- Kanon（演出、演出補、原畫、OP原畫）

2007年
- CLANNAD（分鏡、演出、原畫）
- 幸運☆星（分鏡、演出、原畫）

2008年
- CLANNAD ～AFTER STORY～（分鏡、演出、原畫）

2009年
- 涼宮春日的憂鬱 (2009年版)（分鏡、演出、原畫）
- K-ON！輕音部（分鏡、演出、原畫、ED原畫）

2010年
- K-ON!! 輕音部（分鏡、演出、原畫、ED原畫）

2011年
- 偶像大師（系列演出、分鏡、演出、原畫、ED分鏡&演出&圖形&原畫）[1]

2015年
- 偶像大師 灰姑娘女孩（導演、劇本統籌、分鏡、演出、原畫、第二原畫、OP分鏡、ED分鏡&演出&圖形）[4]

2016年
- 超自然9人组（分鏡、演出、原畫）

2018年
- DARLING in the FRANXX（分鏡、演出、原畫、第二原畫、第13話ED文）

2019年
- Fate/Grand Order -絕對魔獸戰線巴比倫尼亞-（分鏡、演出）

### 電影動畫
2010年
- 涼宮春日的消失（分鏡、演出、原畫）

2013年
- 劇場版 聖☆哥傳（導演、分鏡、演出、原畫）[2]

2014年
- 劇場版 偶像大師：前往光輝的另一端！（系列演出、分鏡、演出、原畫）[3]

### OVA
2005年
- MUNTO 穿越時空之壁（原畫）

2008年
- 幸運☆星OVA 原創等視覺與動畫（演出）

2012年
- 聖☆哥傳（導演、分鏡、演出）[2]

## 外部連結
- 電視動畫「偶像大師」公式官網 （页面存档备份，存于） （日語）
- 動畫「聖☆哥傳」公式官網 （页面存档备份，存于） （日語）
- 電影動畫「劇場版 偶像大師：前往光輝的另一端！」公式官網 （页面存档备份，存于） （日語）
- 電視動畫「偶像大師 灰姑娘女孩」公式官網 （页面存档备份，存于） （日語）